# Liliana Ronchetti
Liliana Ronchetti (15 de septiembre de 1927, Como, Italia - 4 de febrero de 1971, Italia) fue una jugadora italiana de baloncesto. 

## Equipos
- 1947-1955 Società Ginnastica Comense
- 1955-1956 Bernocchi Legnano
- 1956-1957 Autonomi Torino
- 1957-1958 Chlorodont Milano
- 1958-1965 Standa Milano
- 1965-1966 Zaiss Milano
- 1966-1971 Ri.Ri Mendrisio
- 1971-1973 Ignis Varese

## Palmarés
- Campeonato italiano: 4

Comense Como: 1949-50, 1950-51, 1951-52, 1952-53
- 3 Ligas suizas

1967, 1968, 1969
- 4 máxima anotadora de la liga italiana

1952, 1953, 1954, 1960
- Anotó 51 puntos con la Società Ginnastica Comense, siendo el récord de anotación en la liga italiana

### Consideraciones personales
- Desde el año 2007 es miembro del FIBA Hall of Fame a título póstumo.
- Una competición europea, la Copa Ronchetti llevó su nombre en su honor hasta el año 2003.